# Starenje
Starenje je sveprisutni i nezaobilazni proces u živom svijetu, prirodno-spontano progresivno mijenjanje u životnom ciklusu svake jedinke, koje se završava smrću. Glavnina tog procesa je uvjetovana genetički programiranim slabljenjem i otkazivanjem sustava održavanja homeostaze, tj. održavanja samobitnosti organizma, putem balansiranja svoje unutrašnje sredine u vječno promjenljivim uvjetima okoline.

## Teorije starenja
Dosad je predloženo preko 300 teorija starenja, koje su pokušavale objasniti suštinu i prirodu ovoga višeslojno složenog procesa. Mnoge od njih se međusobno razlikuju tek u ponekom diskutabilnom detalju, ali u osnovi svake je pokušaj objašnjenja uzroka, programiranja, dinamike i mehanizama starenja na razini: 
- nukleinskih kiselina,
- kromosoma,
- stanice,
- organa i
- cijelog organizma.

Biološke teorije starenja koje imaju najširu podršku u suštini počivaju na promjenama na evolucijskoj, organsko-sistemskoj i staničnoj razini.